# 波塔瓦托米人

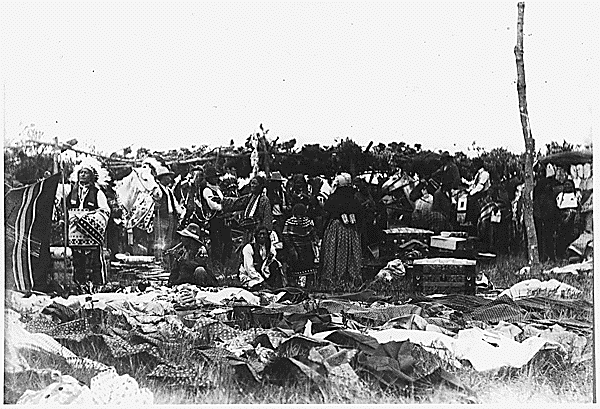
波塔瓦托米人，1920年摄

波塔瓦托米人（/pɒtəˈwɒtəmi/），是阿尼希納貝三火議會中负责留存火种的民系。该民系在草甸草坪接近林区的土地上农耕，时常放火烧荒，波塔瓦托米语中表达大草甸的“mshkode”一词字面上即是“烧掉的地方”之义。波塔瓦托米人在教育子女时强调“七条爷爷的教诲”，即智慧、尊重、爱、诚实、谦卑、勇敢以及对待世间众生的真诚。波塔瓦托米人居住于维格沃姆中，夏季定居从事农业生产，冬季游猎叉角羚、马鹿、野牛兼打鱼。

## 名称
该民系常直接以民族聯盟之名稱阿尼什那貝（Neshnabé）自称，而不区分各民系区别。在英语式拼写中其族称有“Pottawatomi”、“Pottawatomie”、“Pottowatomie”等数十种转译方式。不过在其本族方言中两种拼写是相对稳定的，复数形式则在词尾加k。“波塔瓦托米人”一称的意思是“波代”（Bodé）点火，“瓦德”（-wad-）他们，“米”（-mi）人，即点火的人，保存火种的人。

## 氏族
在La Chauvignerie (1736)和 Morgan (1877)中记录了波塔瓦托米人的如下图腾（氏族，odoodem）

| - Bené (火鸡) - Gagagshi (鸦) - Gnew (金雕) - Jejakwe' (鹤暨生雷者) - Mag (潜鸟) - Mekchi (蛙) | - Mek (河狸) - Mewi'a (狼) - Mgezewa (白头鹰) - Mkedésh-gékékwa (鸡𫛭) - Mko (熊) - Mshéwé (马鹿) | - Mshike' (龟) - Nme' (鲟) - Nmébena (鲤？鲤亚口鱼？) - Shage'shi (蟹) - Wabozo (兔) - Wakeshi (狐) |

## 参注
1. ↑  Humphries, Maria; Verbos, Amy Klemm. . Journal of Business Ethics. 2014-08-01, 123 (1): 1–9. ISSN 1573-0697. S2CID 143379265. doi:10.1007/s10551-013-1790-3 （英语）.
2. ↑  .   [2022-01-23]. （原始内容存档于2022-05-06）.
3. ↑  此处取图腾一词原义，现在图腾一般解作图腾柱（氏族柱）或符号之引申义。